# Kristent Samlingsparti
De Kristent Samlingsparti (KSP) is een conservatieve politieke partij in Noorwegen zonder enige vertegenwoordiging. De partij is opgericht op 26 september 1998 bij het samengaan van de Kristent Konservativt Parti en de Samlingspartiet Ny Fremtid, die eerste zijnde een afsplitsing van de Kristelig Folkeparti, de laatste van de Fremskrittspartiet. In 2009 haalde de partij 0,1%, wat neerkomt op 4936 stemmen.
De ideologie is gestoeld op het christendom, de letterlijke interpretatie van de Bijbel en verzet tegen hervormingen binnen de Noorse staatskerk.